# Dendrogale
Dendrogale es un género de mamíferos escandentios la familia Tupaiidae. Su área de distribución comprende Tailandia, Camboya, Laos, Vietnam, y el norte de la isla de Borneo.

## Especies
Se han descrito las siguientes especies:
- Dendrogale melanura
- Dendrogale murina